# Солинське озеро
Солинське озеро — водосховище, розташоване в Підкарпатському воєводстві поблизу села Солина.

## Історія

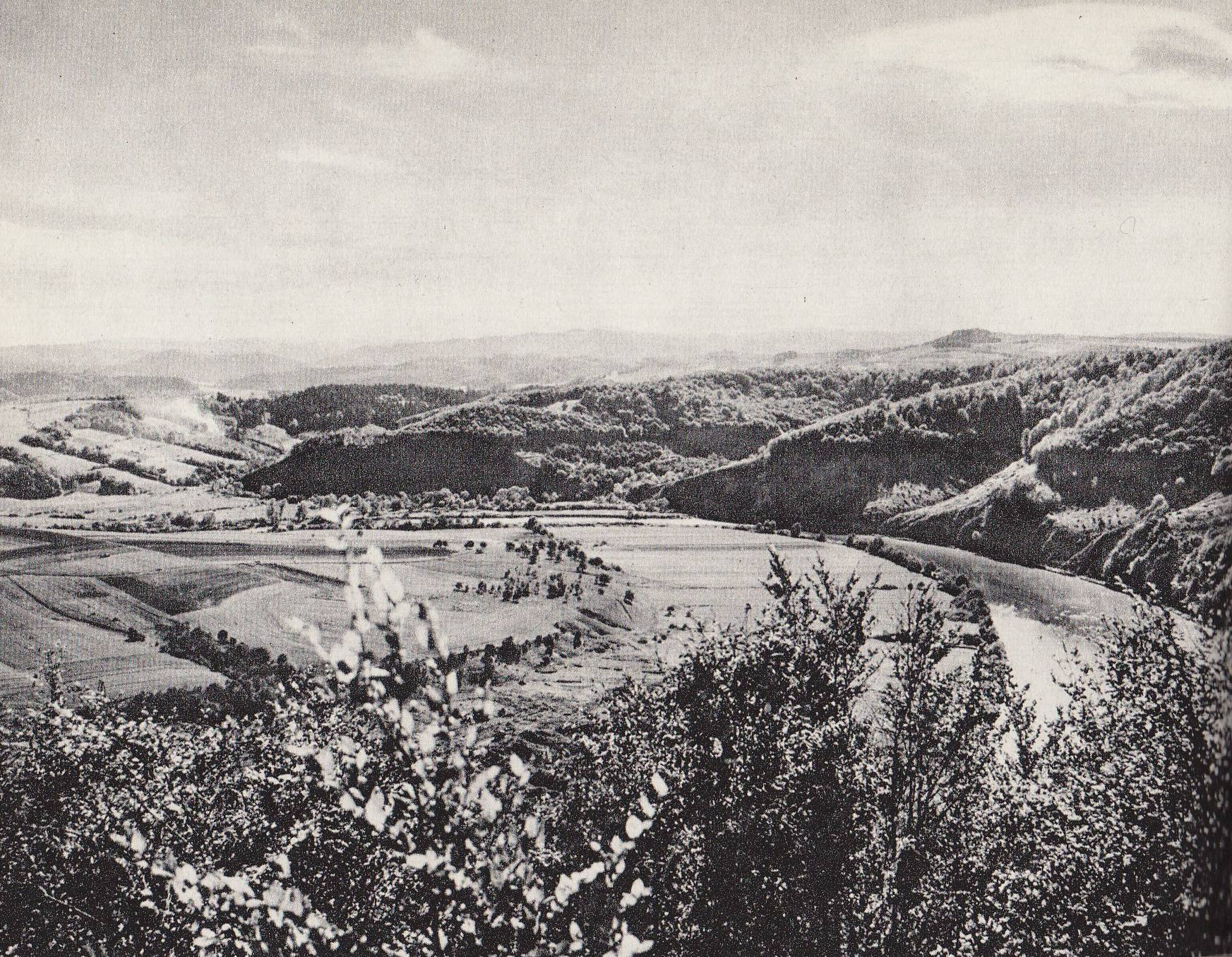
Район теперішнього Солинського озера під час робіт зі зведення греблі

Перший проект розвитку гідроенергетики Сяну через будівництво водяної греблі був розроблений у 1921 році професором Каролем Помяновським з Варшавського політехнологічного університету (раніше: Львівський технологічний університет). Однак перша геолого-гідрологічна розвідка в долині Сан була проведена лише в 1936-1937 роках, а подальші роботи були перервані Другою світовою війною. Нова концепція будівництва долини Сан була створена в 1955 році під керівництвом інженера Болеслава Козловського. Місцем дамби було обрано звуження долини під гирлом Солинки до Сан біля села Солина. При заповненні резервуара, села Солина, Телешниця Сянна, Городок, Соколє, Хревт і велика частина Вовковия були затоплені.
Будівництво греблі розпочалося в 1960 році. Основні земляні роботи та фундаменти були завершені в 1964 році. У липні того ж року почалося будівництво корпусу греблі. Основні роботи з бетоном на дамбі були закінчені наприкінці лютого 1968 року. Тим часом тривало будівництво будівлі електростанції та монтаж гідроелектростанцій. Початковий пуск першої турбіни відбувся 9 березня 1968 року, а 20 липня (за два дні до тогочасного свята 22 липня) дамба була введена в експлуатацію.
Головним конструктором всього гідроенергетичного комплексу був інженер Фелікс Нічке. З ним співпрацювали Я. Маставішин та З. Шимчак (будова греблі), Р. Баруцький та В. Неуман (архітектура), а також Р. Вісьньовська та Т. Овчарський (конструкція електростанції). Понад 2000 людей працювали на будівництві греблі, яке тривало майже 9 років.
Руїни колишнього села Солина зараз знаходяться на дні поточного водосховища. Гребля в Солині, яка має 81,8 метрів у висоту і 664 метрів завдовжки, є найвищою в Польщі.

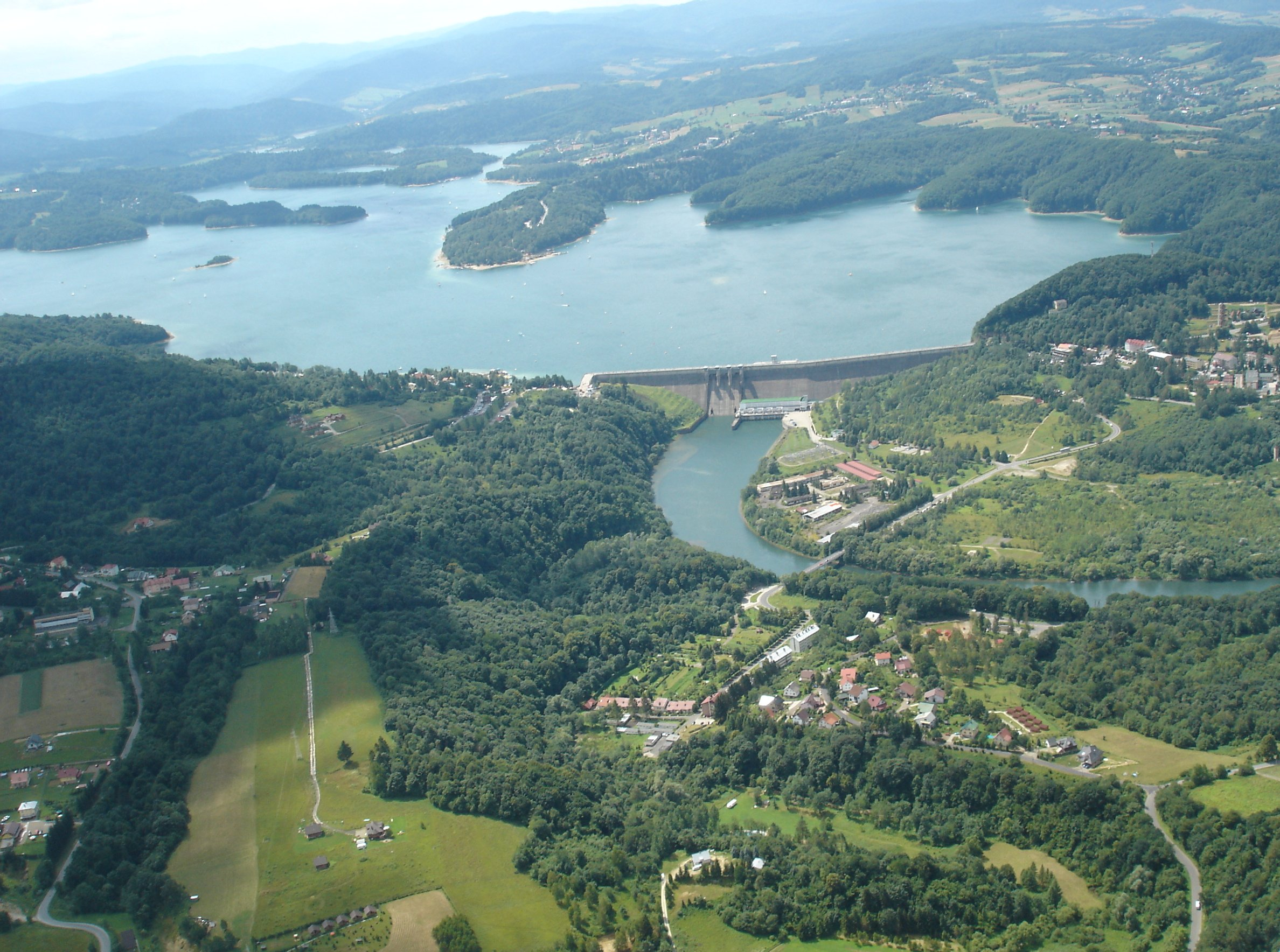
Гребля і озеро з висоти пташиного польоту

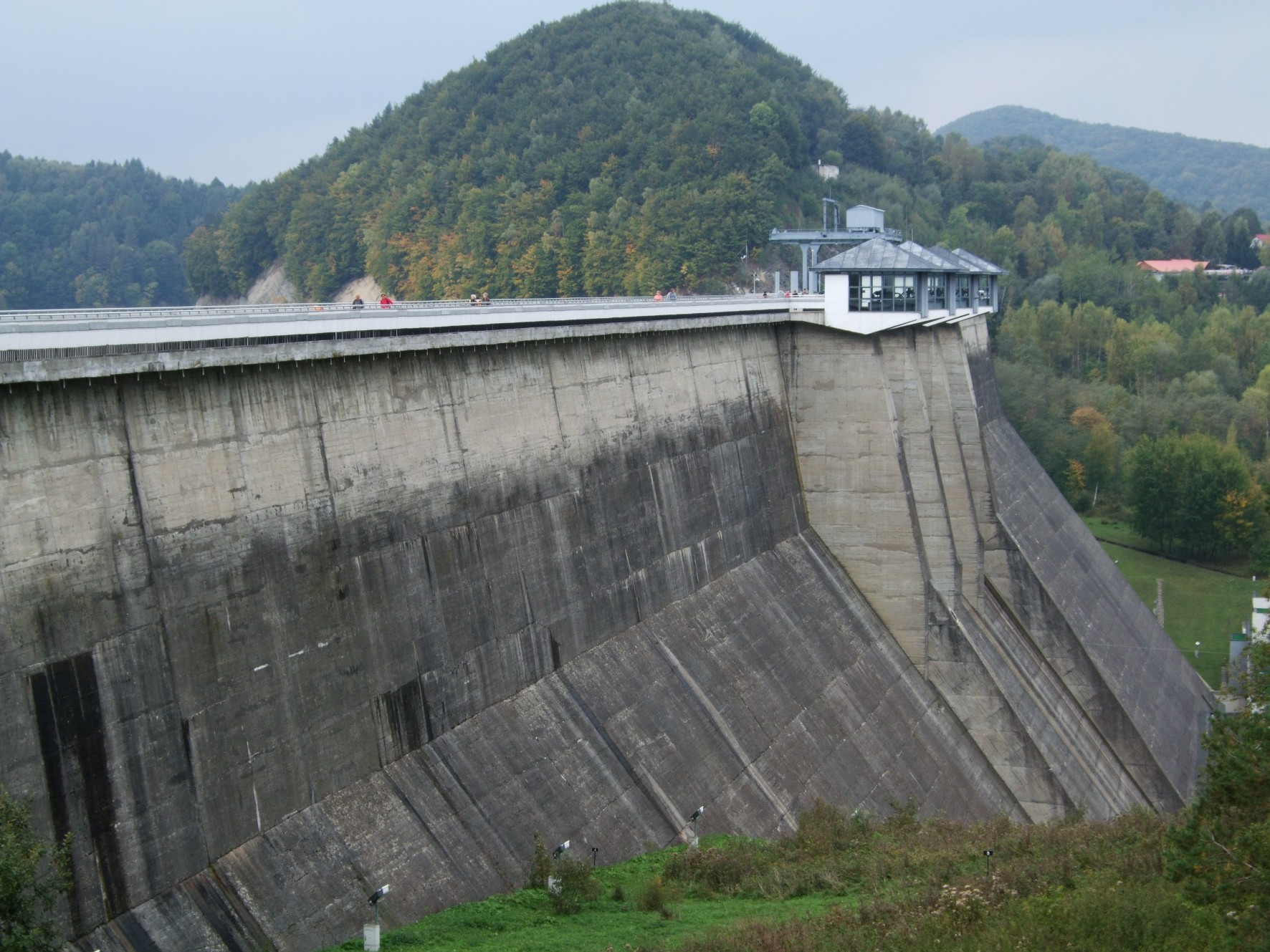
Гребля в Солині

## Характеристика
Площа резервуара — близько 22 км² та має найбільшу ємність у Польщі (472 мільйонів м³). Озеро має дуже розвинену берегову лінію (бл. 166 км із середнім рівнем води з дзеркалом 420 м над рівнем моря), з численними бухтами — лиманами. Максимальна глибина резервуара — 60 м на греблі. Внизу греблі знаходиться гідроелектростанція, з потужністю 200 МВт.
| Гребля                                                                                        | Резервуар                                                                           |
| --------------------------------------------------------------------------------------------- | ----------------------------------------------------------------------------------- |
| Типбетон із розширеними далатаційними швами Висота греблі 82 м Довжина 664 м Обсяг 760 000 м³ | Ємність 500 000 000 м³ Площа 2200 га Довжина 26.6 км Довжина берегової лінії 166 км |

## Гідрологія
Середня витрата в річці Сан на рівні дамби: 19,6 м³/с. Максимальний зареєстрований приплив до озера: 1265 м³ / с у липні 1984 року (2004). Загальна витрата припливних пристроїв греблі разом з електростанцією сягає 2600 м³/с на висоту. Номінальні потоки Q 1 % — 1500 м³/с, Q 0,1 % — 2250   м³/с, а Q 0,01 % — 3000 м³/сек.
Внаслідок частих змін висоти водного столу та руйнівної активності хвиль (абразії) в резервуар потрапляє близько 200 тис. м³ гірського матеріалу щорічно, викликаючи прискорене засипання озера.

## Фауна резервуару
На даний час у водах резервуару існує велика різноманітність видів риб. В основному зустрічаються судак і окунь, але також великі екземпляри білизни, ляща та плітки, щуки, сома, коропа та головні. Численні великі види коропів можна спостерігати у водах озера з крони греблі: вони отримують користь від рясного годування туристами, які відвідують дамбу.
В результаті будівництва греблі спостережено численні популяції плотви, верховодки або окуня, що мігрували з водосховища та їх приток; ці види можуть становити загрозу (як конкуренти чи хижаки) для місцевих видів, включаючи струмкового пструга.

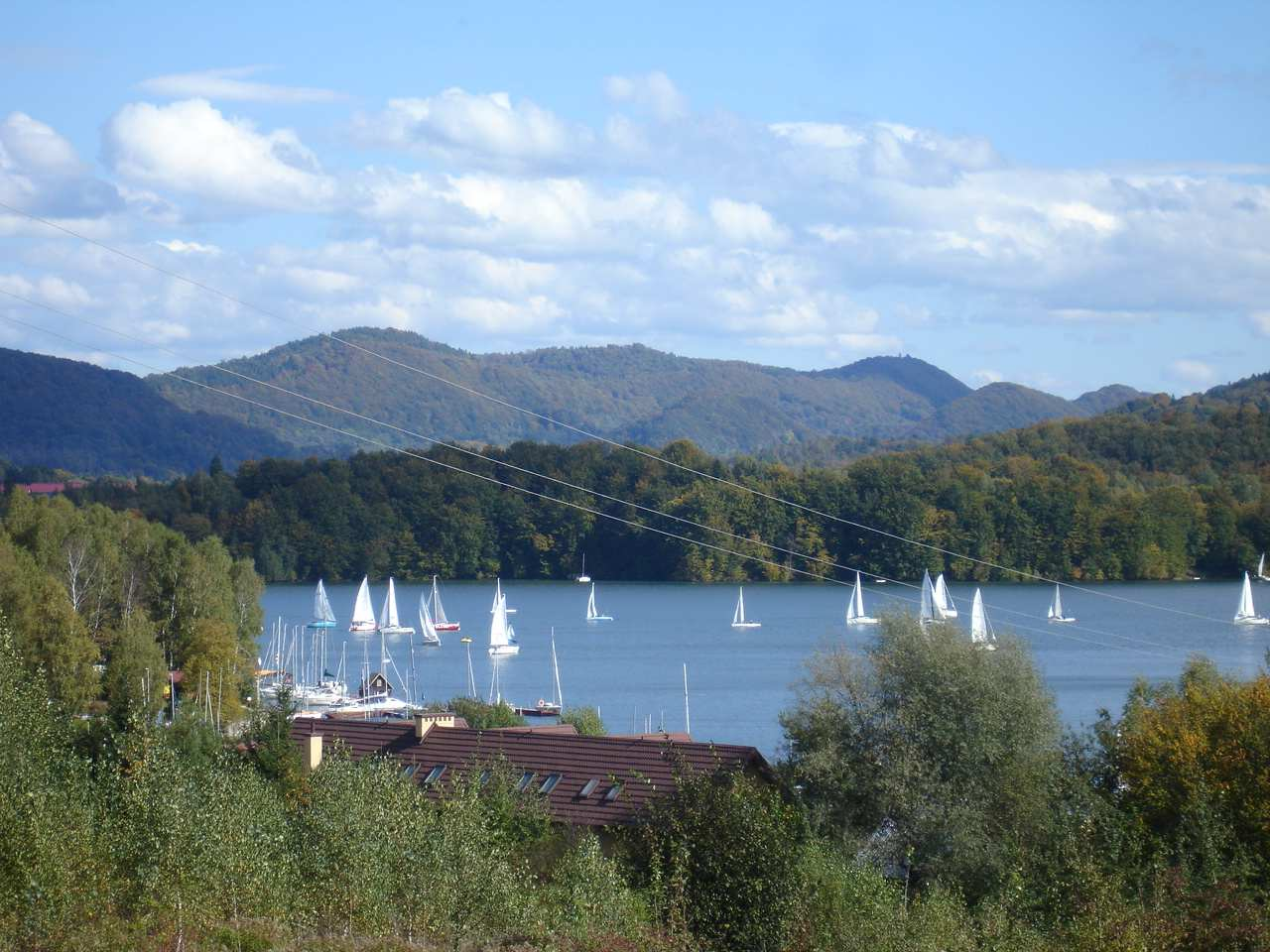
Полянчик

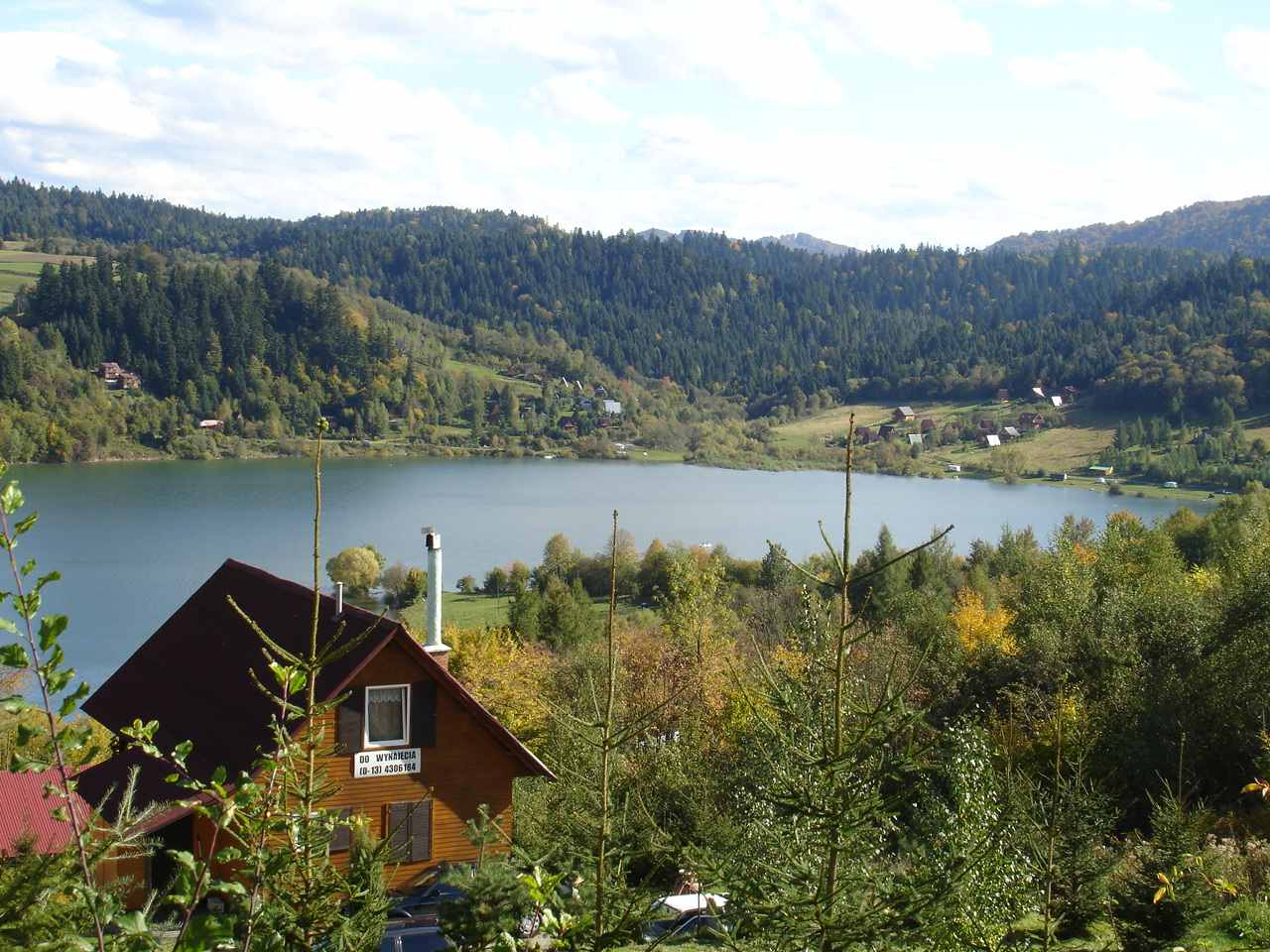
Вовковия

## Туризм і відпочинок
Околиці Солинського озера часто відвідують туристи та відпочивальники. На його березі було створено кілька рекреаційних центрів, а на західному березі озера розташоване відоме курортне містечко Полянчик. Окрім призначених для купання територій, купання небезпечне через важкодоступність берегів та численні підводні перешкоди. Зона тиші застосовується у всьому резервуарі (заборона на використання двигунів внутрішнього згоряння не поширюється на Поліцію та Водну Мисливську Швидку Допомогу). Вітрильний спорт та віндсерфінг практикуються, але водоймище непросте: його особливістю (порівняно з низинними водоймами), спричиненою фрагментацією водної поверхні та впливом високих берегів, є мінливість та непередбачуваність вітрів. Однак більшість придатних для швартування місць є болотистими (через коливання рівня води) або скелястими. Поза околицями Полянчика, на озері є лише кілька наявних пристаней з дуже обмеженою інфраструктурою. Солинське водосховище, однак, популярніше серед яхтсменів та любителів каное через ландшафт та менш «комерціалізовану» природу, ніж, наприклад, Країна Великих Мазурських Озер.
Впродовж літнього сезону на озері курсують круїзні кораблі.

## Затоки, острови та півострови
- Скелястий острів
- Півострів Броса
- Півострів Городек
- Карпова затока
- Затока Чорного Потоку
- Затока Сухого Дерева
- Затока Вікторіні